# Maria Cambridge
Wiktoria Kostancja Maria Cambridge (ur. 12 czerwca 1897 Richmond,  zm. 23 czerwca 1987 w Gloucestershire) – księżniczka Teck, markiza Worcester, księżna Beaufort.
Córka 1 markiza Cambridge i Małgorzaty Grosvenor.
14 czerwca 1923 roku wyszła za Henryka Somerset markiza Worcester, mieli jedną córkę Marię Elżbietę (1928).
Maria zmarła w wieku 90 lat.